# Mimetus bifurcatus
Espèce
Mimetus bifurcatus est une espèce d'araignées aranéomorphes de la famille des Mimetidae.

## Distribution
Cette espèce est endémique du Costa Rica.

## Publication originale
- Reimoser, 1939 : Wissenschaftliche Ergebnisse der österreichischen biologischen Expedition nach Costa Rica. Die Spinnenfauna. Annalen des Naturhistorischen Museums in Wien, vol. 50, p. 328-386